# Arxipèlag Louisiade
L'arxipèlag Louisiade és un arxipèlag situat al sud de Nova Guinea, que avui dia pertany a Papua Nova Guinea.
Està tallat pel meridià 152° est i el paral·lel 10° 50′. Consisteix en una multitud d'illes i esculls de corall dispersos de nord a sud-est en una superfície de 390² km. Les principals en són les de Tagula (990 km².), Duba (770 km².). Saint-Agnan o Misuna (275 km².). Panatinani o Joanuet i Paniet.
L'illa de Tagula o del Sudesta és molt muntanyosa (820 m. s.n.m) i en la part sud-oest de l'arxipèlag s'hi troba l'escull especialment anomenat Luisiade Reef. Va pertànyer a Anglaterra. Els seus habitants són de raça papuàsica. Fou descoberta l'any 1767 per La Pérouse